# Bogen-Gletscher
Der Bogen-Gletscher ist ein kleiner Gletscher am Nordufer des Drygalski-Fjords an der Südostküste Südgeorgiens. Er fließt zwischen dem Trendall Crag und der Hamilton Bay.
Das UK Antarctic Place-Names Committee benannte ihn 1979 nach dem norwegischen Robbenjäger Arne Bogen, Schiffsführer der in Grytviken stationierten Albatross und Leiter der dortigen Walfangstation in den 1950er Jahren.